# Lambertus Doedes
Lambertus Doedes (Zutphen, 4 de julho de 1878 — Haia, 17 de maio de 1955) foi um velejador neerlandês, medalhista olímpico. Ele competiu nos Jogos Olímpicos de Verão de 1928 na classe 8 Metre e conquistou a medalha de prata na disputa realizada a bordo do Hollandia com Johannes van Hoolwerff Hendrik Kersken, Cornelis van Staveren, Gerard de Vries Lentsch e Maarten de Wit.